# Pasay
Pasay je město na Filipínách. Leží na ostrově Luzon a je jedním z šestnácti měst Manilské metropolitní oblasti, přičemž v této metropolitní oblasti je 11. nejlidnatějším městem. V roce 2020 zde žilo přibližně 441 tisíc obyvatel. Ve městě se nachází Mezinárodní letiště Manila.